# Комонвелт нација
Комонвелт нација (енгл. Commonwealth of Nations) је удружење независних суверених земаља широм света, од којих је већина била део територије Британске империје. Познат је још и под називима Комонвелт (The Commonwealth), Британски Комонвелт нација (British Commonwealth of Nations) и Британски Комонвелт (British Commonwealth). Удружење је лабавог карактера; чланице, којих тренутно има 53, могу да напусте Комонвелт кад год желе.
На челу Комонвелта традиционално се налази британски монарх, тренутно краљ Чарлс III. Краљ представља симбол јединства држава Комонвелта и нема никакву суштинску извршну моћ. Већина чланица има сопствене шефове држава, док 16 њих признаје британског монарха као вођу. Те чланице се називају Крунске земље Комонвелта (енгл. Commonwealth Realms). Уједињено Краљевство нема моћ да кроз структуре Комонвелта на било који начин утиче на политику и унутрашња питања земаља чланица. Државе чланице немају правне обавезе једне према другима. Уместо тога, оне су уједињене језиком, историјом, културом и њиховим заједничким вредностима демократије, људских права и владавине закона. Ове вредности су садржане у повељи Комонвелта и промовишу се Играма Комонвелта сваке четири године.
Главне институције организације су Секретаријат Комонвелта, која има фокус на међувладиним аспектима, и Фондација Комонвелта, која се бави невладиним односима између држава чланица. На челу Секретаријата Комонвелта, главне повезнице свих чланица, налази се генерални секретар Камалеш Шарма. Седиште Комонвелта се налази у Вестминстеру, Лондон.
Комонвелт датира из прве половине 20. века када је деколонизацијом Британског царства дошло до повећаног степена самоуправе његових територија. Оригинално је био креиран као Британски комонвелт нација путем Балфурске декларације на Империјалној конференцији из 1926. године, и Уједињено Краљевство га је формализовало путем Вестминстерског статута из 1931. године. Садашњи Комонвелт нација је био формално конституисан Лондонском декларацијом из 1949. године, којом је модернизована заједница, и земље чланице су успостављене као „слободне и једнаке”.
Земље Комонвелта покривају више од 29958050 km², што је еквивалентно са 20% светске копнене површине распоређене на шест насељених континената.

## Историја
Иако је на бројним конвенцијама строго наглашено да Комонвелт нема никакве сличности са некадашњом Британском империјом, чињеница је да је Комонвелт незванични сукцесор распаднуте империје.
Већ крајем 19. века, у британским прекоморским поседима — колонијама најразличитијег статуса — јављају се снажни национални покрети који су за циљ имали ослобађање од британске власти. Распад империје је био постепен и не претерано турбулентан. Низ колонија добија самоуправу док се другима дају извесне повластице. Британски политичари са почетка 20. века се труде да нагласе како колоније ни на који начин нису подређене Британији већ да је то унија једнаких који деле верност према Круни. Ова формулација била је основ Вестминстерског статута из 1931. којом се овакво стање назвало Британским Комонвелтом нација.
Међутим, завршетком Другог светског рата, ратом разорена Британија више није имала моћ да сачува Империју. Независност бивших протектората и колонија значила је њен крај. Из ових разлога из назива заједнице се избацује асоцијација са Британијом што будућој организацији оставља име Комонвелт нација.
Узима се да модеран Комонвелт настаје Лондонском декларацијом из 1949. када је озваничена чињеница да су његове чланице независне суверене државе. Чланству нису приступили бројни бивши протекторати (Египат, Израел, Ирак, Судан, Катар, Уједињени Арапски Емирати, Бахреин...). Ирска је, такође, одлучила да не приступи Комонвелту.

### Порекло концепта и успостављање појма
Краљица Елизабета II, у њеном обраћању Канади на Дан Канаде 1959. године, истакла је да је конфедерација Канаде 1. јула 1867. била дан рођења „прве независне земље унутар Британског царства”. Она је изјавила: „Дакле, то такође означава почетак тог слободног удруживања независних држава које је сада познато као Комонвелт нација.” Још је давне 1884. године Лорд Розбери описао, током своје посете Аустралији, измењену Британску империју, будући да су неке од њених колонија постале у већој мери независне, као „Комонвелт нација”. Конференције британских и колонијалних премијера се одвијале периодично од прве одржане 1887. године, што је довело до креирања империјалних конференција 1911. године.
Комонвелт се развио из империјалних конференција. Специфични предлог је представио Џен Сматс 1917. године кад је сковао термин „Британски комонвелт нација” и предвидео „будуће уставне односе и усклађивања у суштини” на Париској мировној конференцији 1919. учешћем делегата из доминиона као и Британије. Термин је првобитно попримио империјално статутарно признање у Англо-ирском споразуму из 1921. године, када је појам Британски комонвелт нација заменио Британско царство у тексту заклетве чланова парламента Ирске слободне државе.

## Чланство
Комонвелт тренутно броји 53 чланице. Заједно оне имају 1,9 милијарди становника, што значи да је око 30% светске популације у Комонвелту. Најмногољуднија је Индија, са око 1.210.200.422 становника, а Тувалу је члан са најмањим бројем становника, око 11.000. Комонвелт, односно његове чланице, заузимају површину од око 32 милиона квадратних километара.
Иако је чланство отворено за све који прихватају основне принципе и вредности Комонвелта, све чланице су имале некакве везе са историјском колонизацијом од стране Британије. Изузетак су Камерун и Мозамбик.
Бројне друге земље су потенцијални кандидати за чланство у Комонвелту. Палестина и Јемен су поднели пријаве док се сличан потез очекује и од Мјанмара. Израел, Јордан и Алжир ће се можда одлучити за чланство. Политичка сцена Ирске је подељена по питању да ли би Ирска требало да се поновно прикључи Комонвелту.
Чланство у Комонвелту је добровољног карактера, тако да свака од чланица може да га напусти по жељи. Иако Комонвелт нема институцију искључења из чланства последњих година је низ чланица (привремено) суспендовано из Секретаријата Комонвелта због неуспеха у одржавању демократских вредности и људских права. Уколико би нека од чланица Крунских земаља Комонвелта прогласила републику аутоматски би престала да буде чланица осим, као што је то био случај са Индијом, уколико се не донесе посебна одлука. Слична ситуација се одиграла и са Малдивима после њиховог унилатералног проглашења независности од Британије, који су касније поновно примљени у чланство.

## Принципи, вредности и циљеви
Принципи и вредности Комонвелта у које чланице верују су уобличени у Декларацији објављеној у Харареу, Зимбабве током састанка шефова влада чланица. Они су, како у Декларацији (члан 4.) стоји, следећи:
- „ми верујемо да су међународни ред и мир, глобални економски напредак и владавина међународног права пресудни за безбедност и напредак човечанства;
- ми верујемо у слободу појединца по закону, у једнака права за све грађане без обзира на пол, расу, боју, порекло или политичко опредељење, и у неотуђиво право појединца да кроз слободне и демократске политичке процесе учествује у уређењу друштва у коме живи;
- ми видимо расне предрасуде и нетолеранцију као опасну болест и претњу здравом развитку, и расну дискриминацију као апсолутно зло;
- ми се противимо свим облицима расне опресије, и посвећени смо принципима људског достојанства и једнакости;
- ми схватамо важност и хитност економског и социјалног развитка ради задовољења основних потреба и аспирација огромне већине народа света, и желимо прогресивно уклањање широких разлика у стандардима живљења између наших чланица.”

Међутим, многи верују да је ова идеализована слика Комонвелта далеко од истине. У скорије време државници као председник Зимбабвеа Роберт Мугабе, су критиковали Комонвелт тврдњама да „Бели Комонвелт” кога чине чланице са претежно белом популацијом желе да преко Комонвелта искористе сиромашније афричке чланице утичући на политичке промене у афричким државама које су мотивисане расистичким и колонијалистичким нагонима. Он сматра да „Бели Комонвелт” жели да контролише Комонвелт као целину што га чини неоколонијалистичком организацијом.
Чланице Комонвелта су иницијално од чланства имали далеко више користи него што је то случај данас. Наиме, по оснивању Комонвелт је био значајан економски блок у којем су чланице под повољним условима на обострану корист међусобно трговале. Међутим, уласком УК у ЕУ већина ових повластица се угасило. Многи аналитичари се питају да ли је оправдано постојање организације чији је основни повезујући фактор историјска повезаност за Британију. Чињеница да значајније државе западне Европе и Северне Америке нису чланице Комонвелта у великој мери утиче на углед ове групације. Верује се да на глобалном нивоу Комонвелт нема претерани утицај и да је генерално он ремнант прошлости и чувар традиције. Једина поља на којима је Комонвелт посебно активан су ширење људских права и слобода као и демократије уопште. Културни аспекат сарадње међу чланицама је такође и битан а држављани угроженијих чланица имају одређене привилегије када је у питању школовање и имиграција у УК.

## Унутрашња организација
Као што је претходно речено, на челу Комонвелта се налази британски краљ Чарлс III. Иако се традиционално на челу Комонвелта налази владајући британски монарх ово право није загарантовано. Чарлсов наследник, Принц Вилијам од Велса уколико постане краљ ће морати да добије подршку земаља чланица испред Секретаријата Комонвелта уколико буде желео да предводи Комонвелт.
Секретаријат Комонвелта има извесну извршну моћ. Постоји од 1965. Стациониран је у Лондону. На челу се налази Генерални Секретар који има једног Заменика.
Најважније место доношења одлука су Састанци шефова влада земаља Комонвелта на којима се разматрају питања од заједничког интереса. На овим састанцима тежи се постизању компромиса и консензуса међу чланицама пре него наметање решења које подржава већина.
Званични језик организације је енглески.